# Serpa
Serpa é uma cidade raiana portuguesa pertencente ao Distrito de Beja, e inserida na região do Alentejo (NUT II) e na sub-região do Baixo Alentejo (NUT III), com 4 623 habitantes (2021).
Sede de um dos mais extensos municípios de Portugal, o concelho de Serpa tem 1 105,63 km² de área e 13 764 habitantes (2021), subdividido em 5 freguesias. O município é limitado a norte pelo município da Vidigueira, a nordeste por Moura, a leste pela Espanha, a sul por Mértola e a oeste por Beja.

## Freguesias
|  | O município de Serpa está dividido em 5 freguesias: 0 - Brinches - Pias - Serpa (Salvador e Santa Maria) - Vila Nova de São Bento e Vale de Vargo - Vila Verde de Ficalho 0 |

## Caracterização

### Geografia e território

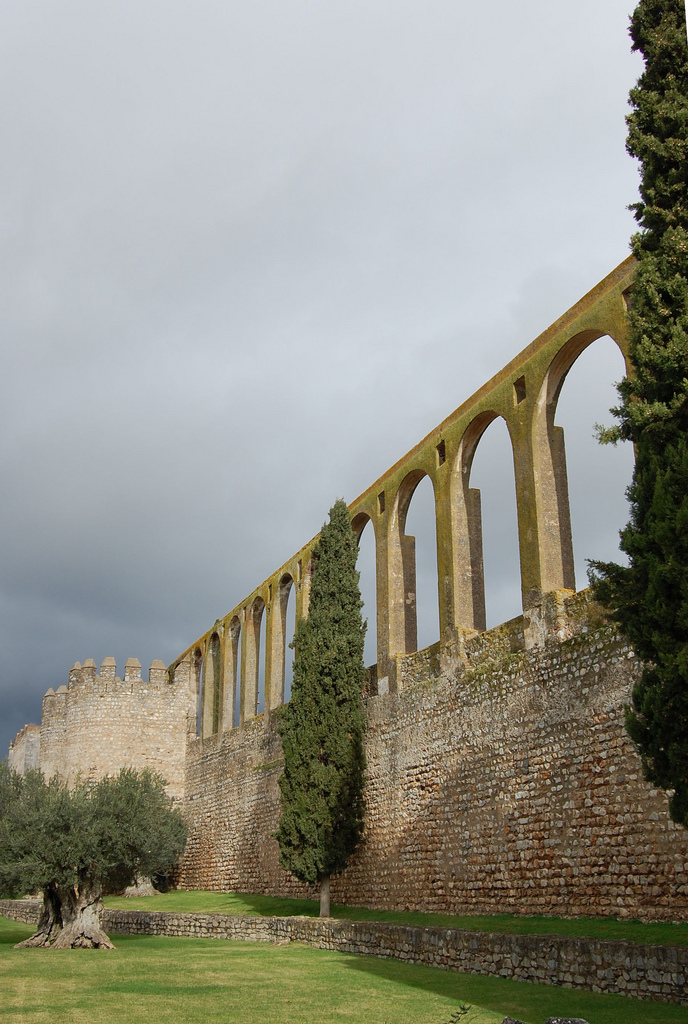
Aqueduto em Serpa

Situado no interior do Alentejo, o município de Serpa enquadra a vasta superfície de terras aplanadas, elemento característico do relevo de Portugal Meridional.
Os solos característicos da peneplanície onde se encontra Serpa são, globalmente, profundos, derivados de rochas eruptivas básicas, do complexo gabro-diorítico da região de Beja, rico em fósforo, contendo elevadas proporções de argila (barro) e, por isso, de elevada produtividade.
Analisando de forma mais pormenorizada pode-se, contudo, individualizar três espaços geomorfológicos distintos no município: o primeiro, correspondente às terras de barros, envolve a cidade e o seu termo imediato; o segundo, compreendendo os relevos ondulados, de solos pobres e xistosos da chamada serra de Serpa, situada a sul do município entre o rio Guadiana e o rio Chança, e o terceiro, definido pelo relevo residual formado por três cristas paralelas de calcário metamórfico, com orientação hiercínica NNW-SSE, que se estendem desde a fronteira, atingindo uma altitude máxima de 518 metros na Serra de Ficalho.
O rio Guadiana apresenta-se como o curso de água mais importante do município. Todavia, o seu leito encaixado profundamente na paisagem, cerca de 100 metros abaixo do nível médio do relevo, cria cabeços escarpados e de difícil acesso nas suas margens. A sua localização na extremidade oeste do município faz com que o seu papel de linha de água estruturante se esbata face ao dos seus principais afluentes que, de par com a ribeira do Enxoé, sulcam boa parte destas terras. Porém, enquanto via de circulação de produtos, o rio teve um papel fundamental na estruturação do povoamento proto-histórico do município.
No que diz respeito aos recursos naturais, embora a agricultura e setores complementares sejam a principal atividade, parece ser certo que as populações aqui existentes na antiguidade acederam aos minérios da região direta ou indiretamente.
Não se reconhecendo nesta área jazidas de importância similar àquelas que se localizam um pouco mais a sul, podem, contudo, distinguir-se três regiões mineiras na margem esquerda do Guadiana: a primeira, abrangendo as serras de Ficalho, Adiça e Preguiça, integra minas de ferro, cobre, zinco e galenas argentíferas; a segunda, na região de Barrancos, compreende minas de cobre; a terceira, situada entre Mértola e o rio Chança, enquadra minas de chumbo, cobre e manganês.

### Clima
Com um clima mediterrânico, a tender para o semiárido, a região tem verões secos e quentes, com temperaturas médias de 25 ºC, em que a temperatura máxima pode ultrapassar os 40 ºC. O inverno apresenta temperaturas médias de 8 ºC, com temperaturas mínimas frequentemente negativas. A temperatura média anual em Serpa é de 16.6 °C. A temperatura média do mês de Agosto é de 24.4 °C, sendo o mês mais quente do ano. A temperatura média de Janeiro é de 9.9 °C. Durante o ano é a temperatura mais baixa.
A precipitação é fraca, apresentando uma média anual de 537 mm, concentrada nos meses de Novembro a Janeiro. A exposição solar é elevada, com valores médios anuais entre 3000 a 3100 horas. No mês Julho, que é o mês mais seco, o valor de precipitação é de 2 mm. Com uma média de 78 mm, o mês de Dezembro é o mês de maior precipitação.

## História

### Origem e afirmação

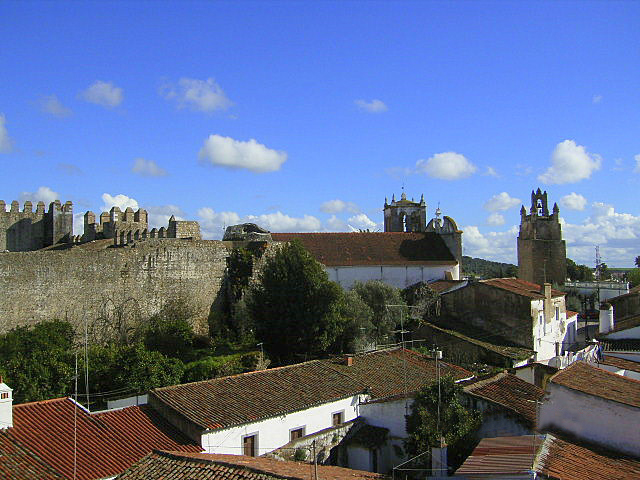
Muralhas do castelo

Serpa era já povoada antes do domínio dos Romanos, contudo foram estes que fomentaram o desenvolvimento do município, em especial a nível agrícola. Em 1166, Serpa foi conquistada aos mouros por D. Afonso Henriques, tendo sido perdida por várias vezes nas constantes lutas da Reconquista.
Foi definitivamente constituída como concelho por D. Dinis, que também mandou reconstruir o seu castelo e cercar Serpa por uma cintura de muralhas, em 1295.
Em 1513, Serpa recebe carta de foral de D. Manuel que, antes de ser rei, tinha sido senhor de Serpa. Este foral pouco fala da organização e da atividade política e social do concelho. Insiste principalmente na carga fiscal. De qualquer modo, a leitura do foral manuelino sugere que Serpa era, no início do século XVI, um povoado onde persistia a pastorícia como atividade de grande relevância, mas em que o artesanato e a atividade comercial atingem um alto nível desenvolvimento.
A sua localização, próxima da fronteira espanhola, acarretou graves problemas para o desenvolvimento deste concelho. Com as guerras da Restauração, Serpa ficou quase completamente destruída, nomeadamente a sua fortaleza.
Em 1674, o príncipe regente e futuro rei, D. Pedro II, confere à vila o título e os privilégios de "Vila Notável", justificados pelo número de moradores (mais de 1500), pela nobreza das gentes, saindo dela muitos homens insignes, tanto nas letras como nas armas, e pela posição militar estratégica que ocupava.
Serpa foi elevada à categoria de cidade através da lei n.º 71/2003 de 26 de Agosto.

### Etimologia
Na heráldica portuguesa encontram-se serpes, entre outros a de Serpa (em cuja descrição heráldica aparece a designação de "serpe") representada no brasão da cidade. A serpe, também conhecida pela muito usada designação inglesa wyvern (ou wivern, derivado da palavra francesa wivre - víbora), semelhante a um dragão, mas de dimensões distintas, é muito encontrado na heráldica medieval.

## Personalidades Ilustres
- Manuel Soares Monge (militar e antigo Governador Civil de Beja)
- António Carlos Callixto (uma das figuras de maior destaque no associativismo no Alentejo)
- António Cordeiro (ator)
- Carlos Callixto (jornalista e político)
- José Francisco Correia da Serra (académico e político)
- Eduardo Manuel Martinho Vingada (futebolista)
- Estêvão de Brito (compositor)
- Etelvina Lopes de Almeida (escritora, jornalista e política)
- Nicolau Breyner  (ator, realizador e apresentador de televisão)
- Filipe La Féria (roteirista)
- Francisco Manuel de Melo Breyner (botânico)
- Francisco Relógio (pintor)
- Dinarte Branco (ator)
- Luísa Basto (cantora e anti fascista)
- Manuel Soares Monge (militar e monge)
- Paulo Estêvão (professor e político)
- Pedro Palma (cartoonista e jornalista)
- Ramón La Féria (médico, militar e maçon)
- Rita Borralho (maratonista)
- Urbano Rodrigues (escritor)
- António Maria de Assis (genealogista)
- Monge da Silva (professor, e preparador físico)

## Política

### Eleições autárquicas[10]
| Data | %            | V            | %     | V     | %       | V       | %              | V      | %              | V       | %              | V         | %              | V  | %              | V       | %              | V  | Participação |                |
| Data | FEPU/APU/CDU | FEPU/APU/CDU | PS    | PS    | CDS-PP  | CDS-PP  | AD             | AD     | PPD/PSD        | PPD/PSD | PCTP/MRPP      | PCTP/MRPP | BE             | BE | PSD/CDS        | PSD/CDS | CH             | CH | Participação |                |
| ---- | ------------ | ------------ | ----- | ----- | ------- | ------- | -------------- | ------ | -------------- | ------- | -------------- | --------- | -------------- | -- | -------------- | ------- | -------------- | -- | ------------ | -------------- |
| Data | 1976         | 50,00        | 4     | 40,84 | 3       | 4,21    | -              |        |                |         |                |           |                |    |                |         |                |    |              | 74,27 / 100,00 |
| 1979 | 55,32        | 5            | 21,62 | 1     | AD      | AD      | 20,70          | 1      | AD             | AD      | 77,78 / 100,00 |           |                |    |                |         |                |    |              |                |
| 1982 | 56,66        | 4            | 23,52 | 2     | AD      | AD      | 15,53          | 1      | AD             | AD      | 69,04 / 100,00 |           |                |    |                |         |                |    |              |                |
| 1985 | 60,53        | 5            | 35,11 | 2     |         |         |                |        |                |         | 67,83 / 100,00 |           |                |    |                |         |                |    |              |                |
| 1989 | 53,61        | 4            | 33,69 | 3     | 8,28    | -       | 48,37 / 100,00 |        |                |         |                |           |                |    |                |         |                |    |              |                |
| 1993 | 52,64        | 4            | 14,97 | 1     | 26,40   | 2       | 3,19           | -      | 64,15 / 100,00 |         |                |           |                |    |                |         |                |    |              |                |
| 1997 | 50,09        | 4            | 40,34 | 3     | 1,36    | -       | 3,00           | -      | 1,74           | -       | 56,67 / 100,00 |           |                |    |                |         |                |    |              |                |
| 2001 | 55,06        | 5            | 30,86 | 2     | 3,42    | -       | 5,10           | -      | 1,11           | -       | 54,99 / 100,00 |           |                |    |                |         |                |    |              |                |
| 2005 | 49,09        | 4            | 30,33 | 2     |         |         | 10,16          | 1      | 5,87           | -       | 57,24 / 100,00 |           |                |    |                |         |                |    |              |                |
| 2009 | 51,90        | 4            | 31,27 | 3     | 1,36    | -       | 8,58           | -      |                |         | 3,48           | -         | 57,17 / 100,00 |    |                |         |                |    |              |                |
| 2013 | 51,97        | 4            | 35,23 | 3     |         |         | 5,00           | -      | 3,05           | -       | 55,77 / 100,00 |           |                |    |                |         |                |    |              |                |
| 2017 | 49,04        | 4            | 32,20 | 3     | PPD/PSD | PPD/PSD | CDS-PP         | CDS-PP | 3,41           | -       | 2,98           | -         | 7,98           | -  | 54,31 / 100,00 |         |                |    |              |                |
| 2021 | 43,07        | 4            | 31,00 | 2     | PPD/PSD | PPD/PSD | CDS-PP         | CDS-PP |                |         | 2,39           | -         | 4,51           | -  | 14,97          | 1       | 56,85 / 100,00 |    |              |                |

### Eleições legislativas
| Data | %     | %     | %     | %    | %     | %        | %     | %     | %     | %     | %    | %   | %       | % | %  | %  |
| Data | PCP   | PS    | PSD   | CDS  | UDP   | APU/ CDU | AD    | FRS   | PRD   | PSN   | BE   | PAN | PSD CDS | L | CH | IL |
| ---- | ----- | ----- | ----- | ---- | ----- | -------- | ----- | ----- | ----- | ----- | ---- | --- | ------- | - | -- | -- |
| 1976 | 46,21 | 31,44 | 7,60  | 4,43 | 1,62  |          |       |       |       |       |      |     |         |   |    |    |
| 1979 | APU   | 20,24 | AD    | AD   | 1,57  | 50,86    | 21,68 |       |       |       |      |     |         |   |    |    |
| 1980 | APU   | FRS   | AD    | AD   | 1,11  | 48,45    | 25,04 | 18,71 |       |       |      |     |         |   |    |    |
| 1983 | APU   | 26,86 | 14,21 | 3,61 | 0,69  | 49,98    |       |       |       |       |      |     |         |   |    |    |
| 1985 | APU   | 20,83 | 13,80 | 2,21 | 0,98  | 50,04    | 7,00  |       |       |       |      |     |         |   |    |    |
| 1987 | CDU   | 18,64 | 22,95 | 1,87 | 0,81  | 46,70    | 3,01  |       |       |       |      |     |         |   |    |    |
| 1991 | CDU   | 25,34 | 27,21 | 2,32 |       | 37,98    | 0,55  | 0,70  |       |       |      |     |         |   |    |    |
| 1995 | CDU   | 36,93 | 15,63 | 3,36 | 0,73  | 40,03    |       |       |       |       |      |     |         |   |    |    |
| 1999 | CDU   | 37,73 | 13,20 | 3,82 |       | 39,63    | 0,20  | 1,21  |       |       |      |     |         |   |    |    |
| 2002 | CDU   | 33,95 | 19,43 | 3,28 | 37,52 |          | 1,34  |       |       |       |      |     |         |   |    |    |
| 2005 | CDU   | 41,94 | 11,04 | 2,84 | 35,98 | 3,83     |       |       |       |       |      |     |         |   |    |    |
| 2009 | CDU   | 28,54 | 13,17 | 5,02 | 39,72 | 8,48     |       |       |       |       |      |     |         |   |    |    |
| 2011 | CDU   | 26,56 | 18,53 | 5,91 | 37,26 | 3,94     | 0,56  |       |       |       |      |     |         |   |    |    |
| 2015 | CDU   | 31,72 | CDS   | PSD  | 35,44 | 6,17     | 0,71  | 18,30 | 0,31  |       |      |     |         |   |    |    |
| 2019 | CDU   | 34,23 | 11,62 | 2,86 | 33,54 | 6,69     | 1,61  |       | 0,46  | 2,14  | 0,38 |     |         |   |    |    |
| 2022 | CDU   | 37,96 | 13,23 | 0,64 | 27,33 | 2,63     | 0,49  | 0,59  | 12,27 | 1,61  |      |     |         |   |    |    |
| 2024 | CDU   | 29,63 | AD    | AD   | 23,70 | 14,55    | 3,35  | 0,91  | 1,57  | 18,97 | 1,66 |     |         |   |    |    |

## Economia

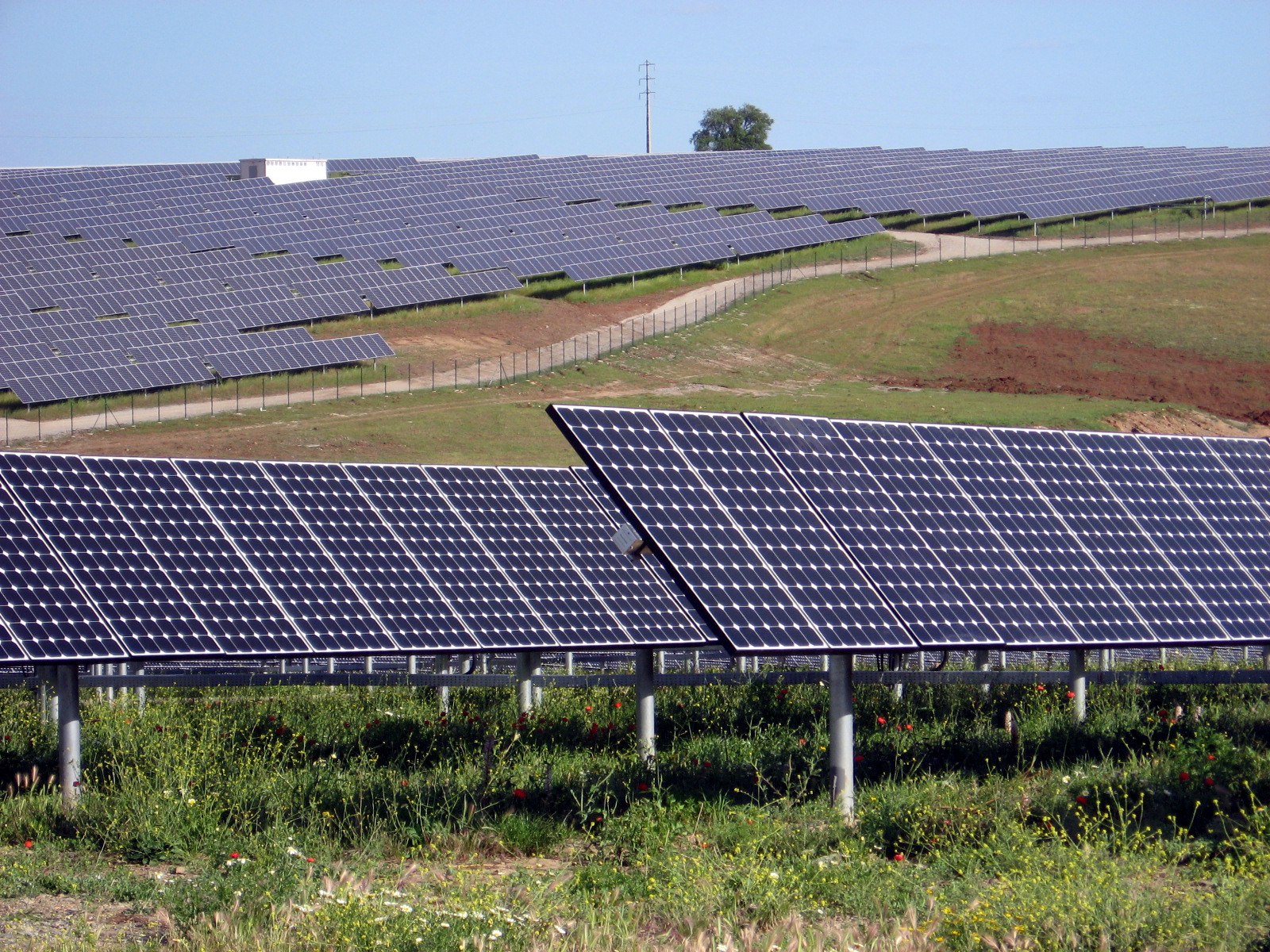
Campo de painéis fotovoltáicos em Serpa

Apesar de Serpa ser um centro administrativo, neste município predominam as atividades ligadas ao setor primário, seguidas das do secundário, com a indústria ligada à olaria e à cerâmica, e só depois as do setor terciário, com o pequeno comércio e serviços ligados ao turismo.
Serpa é conhecida pela ótima produção de vinhos do Alentejo. Os vinhos da Família Margaça, Monte da Capela, Herdade de Medeiros e Vinhos de Serpa são um belo exemplo dessa produção, reconhecidos mundialmente, com um primeiro registo de vinha no ano de 1795.
A elevada percentagem de área agrícola do município (cerca de 59%) destina-se ao cultivo de cereais para grão, de prados temporários e de culturas forrageiras, industriais, de pousio, de olival e de pastagens permanentes. A pecuária regista, também, alguma importância, nomeadamente na criação de ovinos, aves e suínos.
A 27 de Abril de 2006, a GE Energy Financial Services, a PowerLight Corporation e a Catavento Lda. anunciaram que vão construir o maior projeto de energia solar fotovoltaica do mundo. A nova unidade de produção de energia solar de 11 megawatts inclui 52 000 módulos fotovoltaicos e foi construída num único local em Serpa, numa das áreas de maior exposição solar da Europa. Produzirá 40% mais que a segunda maior instalação do mundo, na Alemanha, devendo produzir energia suficiente para oito mil casas e também para prevenir a emissão de trinta mil toneladas de gases de efeito estufa por ano.

## Evolução da população do município
No censo de 1864, os lugares de Santa Ana, Santa Iria, Santo António Velho e São Brás surgem como freguesias autónomas. Por decreto de 13/01/1898, as freguesias de Pias e Vale de Vargo, que pertenciam ao concelho de Moura, passaram para o concelho de Serpa.
| Número de habitantes ★                   | Número de habitantes ★ | Número de habitantes ★ | Número de habitantes ★ | Número de habitantes ★ | Número de habitantes ★ | Número de habitantes ★ | Número de habitantes ★ | Número de habitantes ★ | Número de habitantes ★ | Número de habitantes ★ | Número de habitantes ★ | Número de habitantes ★ | Número de habitantes ★ | Número de habitantes ★ | Número de habitantes ★ |
| ---------------------------------------- | ---------------------- | ---------------------- | ---------------------- | ---------------------- | ---------------------- | ---------------------- | ---------------------- | ---------------------- | ---------------------- | ---------------------- | ---------------------- | ---------------------- | ---------------------- | ---------------------- | ---------------------- |
| 1864                                     | 1878                   | 1890                   | 1900                   | 1911                   | 1920                   | 1930                   | 1940                   | 1950                   | 1960                   | 1970                   | 1981                   | 1991                   | 2001                   | 2011                   | 2021                   |
| 14 299                                   | 15 354                 | 16 699                 | 17 357                 | 20 703                 | 22 029                 | 29 445                 | 32 965                 | 35 007                 | 32 476                 | 23 872                 | 20 784                 | 17 915                 | 16 723                 | 15 623                 | 13 757                 |
| Número de habitantes por grupo etário ★★ |                        |                        |                        |                        |                        |                        |                        |                        |                        |                        |                        |                        |                        |                        |                        |
|                                          |                        |                        | 1900                   | 1911                   | 1920                   | 1930                   | 1940                   | 1950                   | 1960                   | 1970                   | 1981                   | 1991                   | 2001                   | 2011                   | 2021                   |
| 0-14 Anos                                | 0-14 Anos              | 0-14 Anos              | 5 818                  | 7 201                  | 7 519                  | 9 329                  | 10 587                 | 10 348                 | 9 096                  | 6 290                  | 4 508                  | 3 013                  | 2 316                  | 1 953                  | 1 588                  |
| 15-24 Anos                               | 15-24 Anos             | 15-24 Anos             | 3 320                  | 3 721                  | 4 357                  | 5 917                  | 6 065                  | 6 659                  | 5 345                  | 3 175                  | 3 287                  | 2 510                  | 2 073                  | 1 647                  | 1 297                  |
| 25-64 Anos                               | 25-64 Anos             | 25-64 Anos             | 7 687                  | 8 637                  | 9 307                  | 12 508                 | 14 305                 | 15 552                 | 15 564                 | 11 890                 | 9 668                  | 8 736                  | 8 263                  | 7 986                  | 6 982                  |
| = ou > 65 Anos                           | = ou > 65 Anos         | = ou > 65 Anos         | 820                    | 1 098                  | 1 069                  | 1 560                  | 1 853                  | 2 116                  | 2 471                  | 2 595                  | 3 321                  | 3 656                  | 4 071                  | 4 037                  | 3 890                  |

★ Número de habitantes que tinham a residência oficial neste município à data em que os censos se realizaram.
★★ De 1900 a 1950 os dados referem-se à população presente no município à data em que eles se realizaram. Daí que se registem algumas diferenças relativamente à designada população residente.)

## Gastronomia

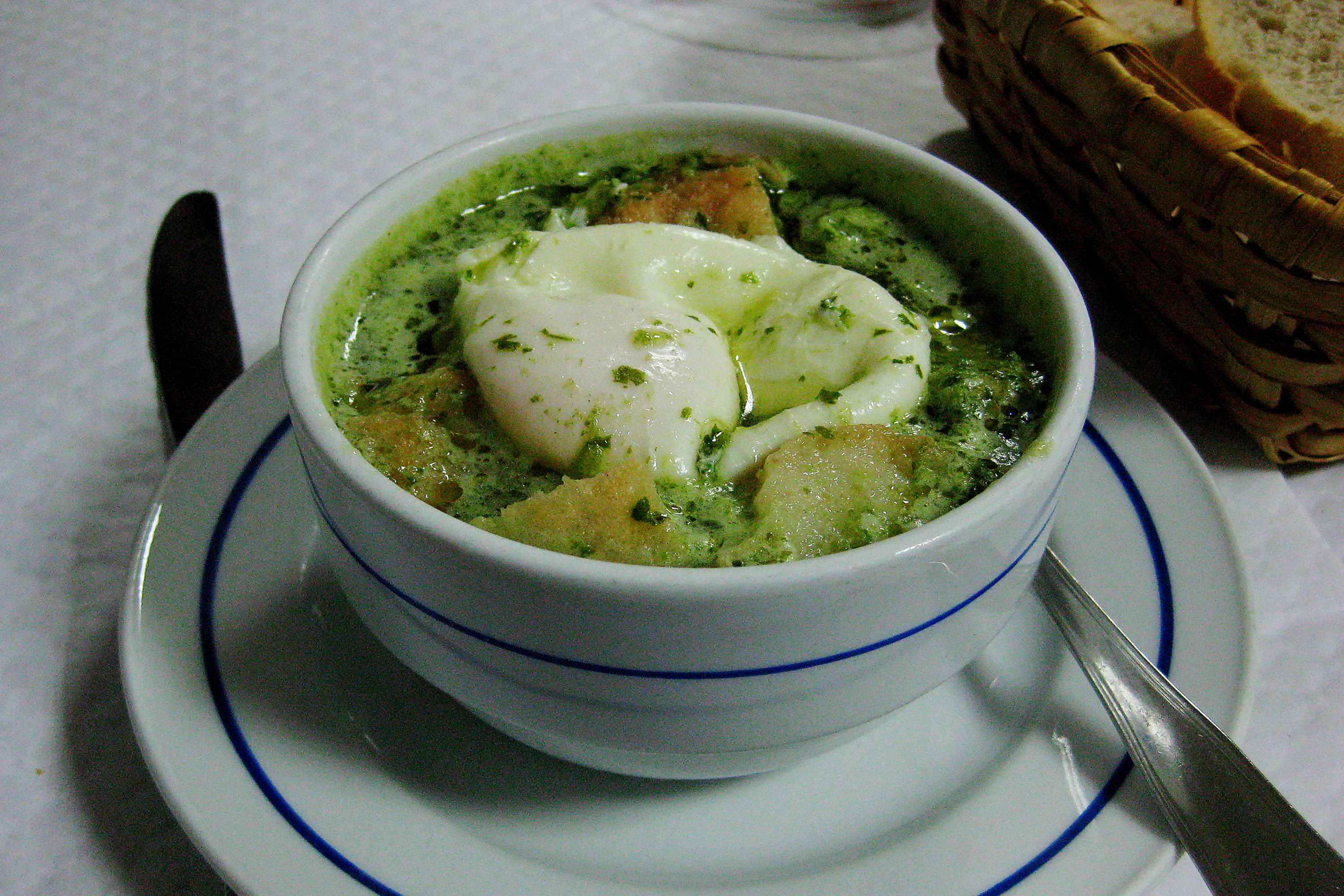
Açorda

Em Serpa e nas freguesias do município, há que destacar os seguintes pratos tradicionais:
- Migas
- Açorda
- Borrego à pastora
- Lavadas (sopa fria de tomate pisado)
- Gaspacho (vulgarmente designado Vinagrada)
- Masmarras (papa quente de pão e alho)
- Grãos com alho e louro
- "Surra-burra" (na época da matança do porco)
- Caldeirada de peixe do rio

Há ainda a salientar dois produtos naturais típicos da região: os espargos, que podem ser colhidos nos olivais da planície, e os cogumelos, apanhados na zona bravia da serra. Na fruta há que distinguir o melão, de sabor notável, dada a riqueza dos solos e as condições do clima. Na doçaria, destaca-se a tarte de requeijão.
Produtos regionais
- Queijo Serpa
- Vinho
- Azeite
- Enchidos
- Mel
- Doçaria Regional
- Pão
- Produtos Agrobiológicos

## Acessibilidades e infraestruturas
A sede do município e dois dos aglomerados de maior dimensão (Vila Nova de São Bento/Vale de Vargo e Vila Verde de Ficalho) são atravessados, em termos de vias rodoviárias , no sentido oeste-este pelo IP8 (coincidente com a EN260).
A ligação aos outros municípios da margem esquerda do Guadiana é feita para norte, na direção de Moura, pela EN255 e, para sul, na direção de Mértola, pela EN265.

## Património
- Ermida de Santa Luzia
- Muralhas de Serpa
- Igreja de Santa Iria

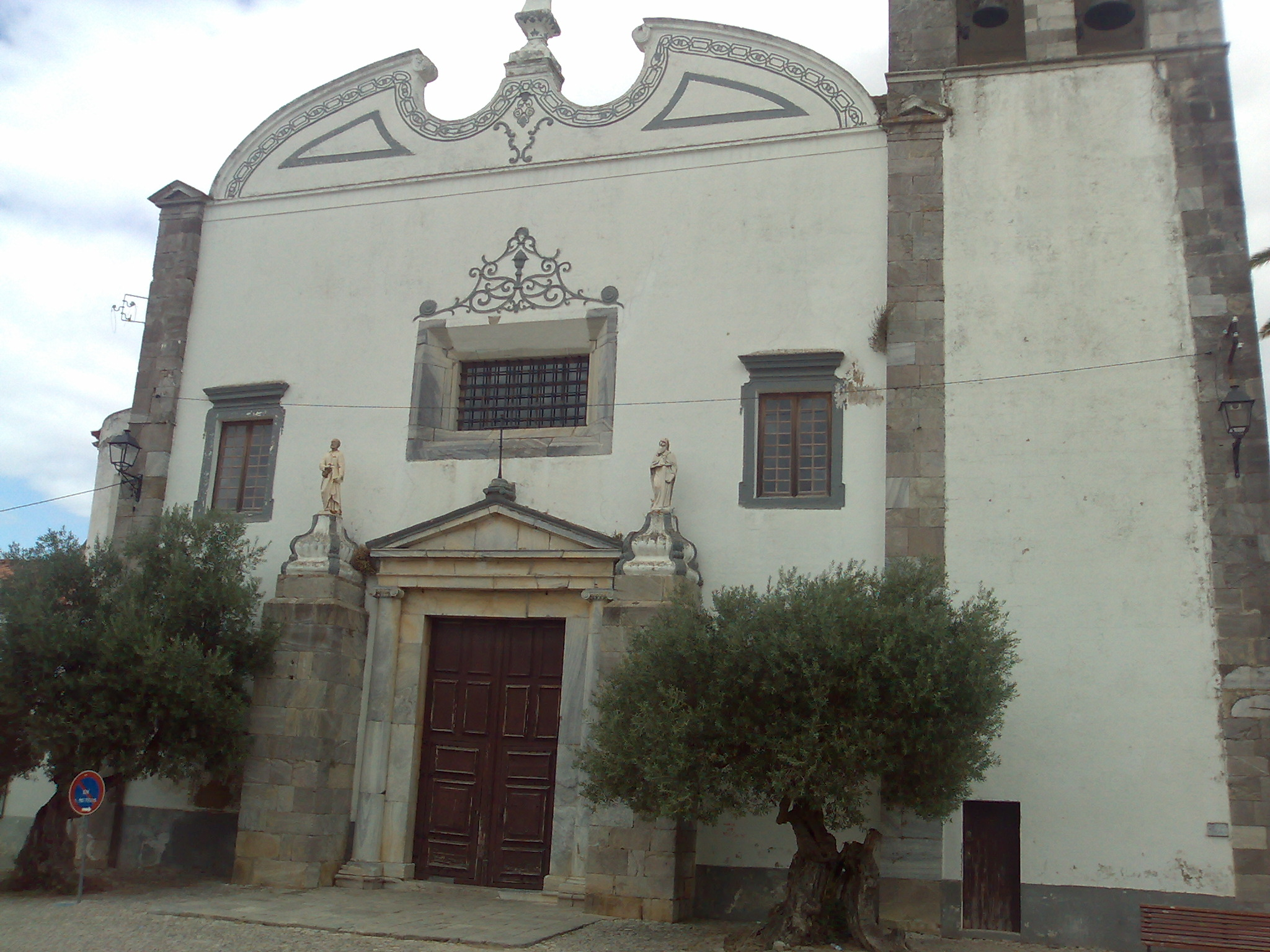
Igreja de Santa Maria

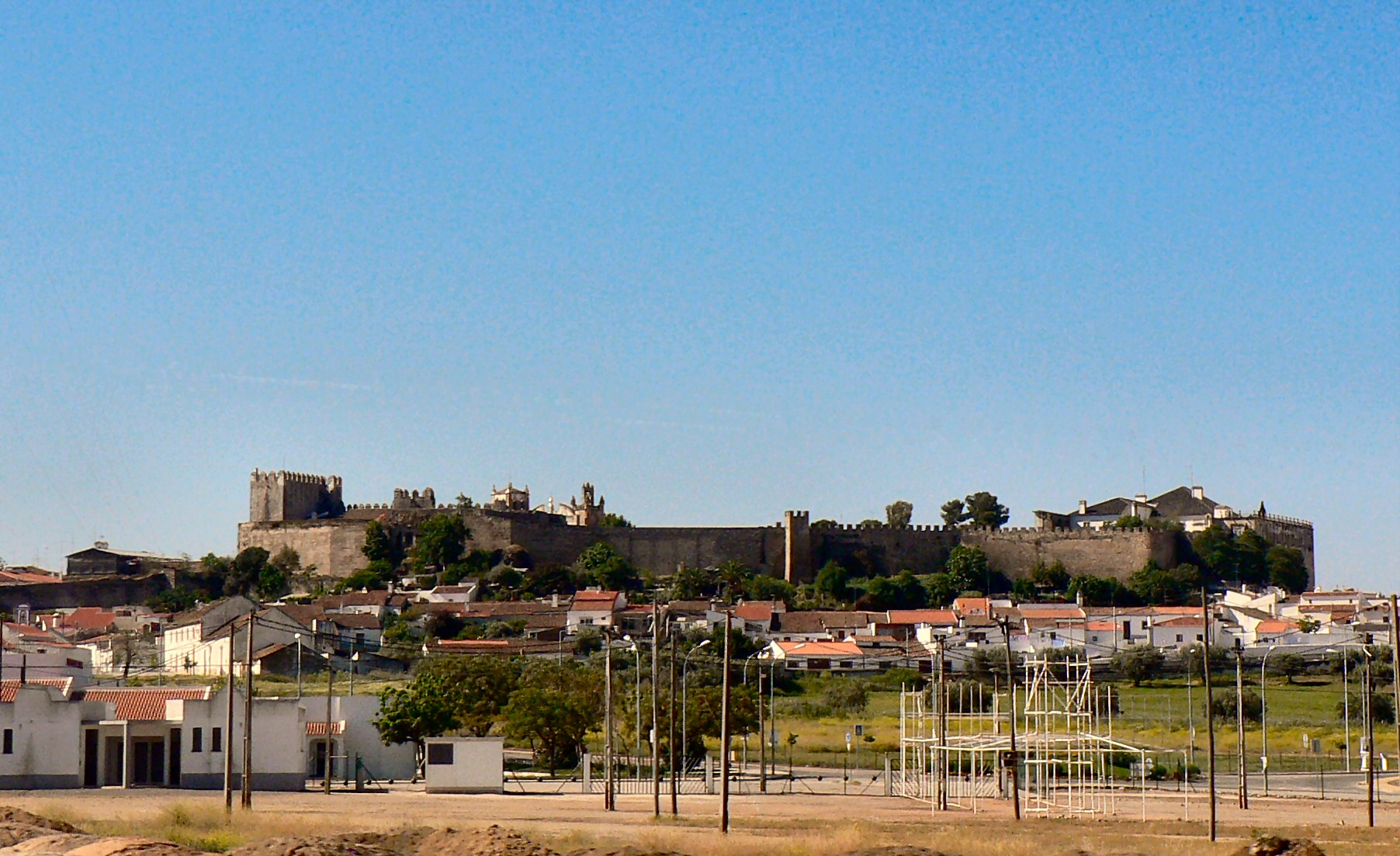
Castelo de Serpa

- Barragem romana do Muro dos Mouros
- Palácio dos Condes de Ficalho ou Casa do Castelo
- Torre do Relógio
- Mosteirinho ou Convento do Mosteirinho
- Castelo de Serpa
- Igreja de Santa Maria ou Igreja Matriz de Serpa
- Núcleo intramuros da Vila de Serpa
- Igreja de São Francisco
- Museu do Relógio (Serpa)
- Museu Arqueológico de Serpa

## Associações culturais e recreativas
- ARMA - Associação Regional de Música Tradicional do Alentejo
- Associação Margem Esquerda do Guadiana
- Associação Cultural e Juvenil de Serpa
- Sulcena - Associação Cultural e Recreativa
- Casa do Povo de Serpa
- Confraria do Cante
- Confraria do Queijo
- Corpo Nacional de Escutas - agrupamento 377
- Sociedade Filarmónica de Serpa
- Sociedade Recreativa Luso União Serpense

## Feiras, festas e romarias
- Mercado mensal - realiza-se à 4ª terça-feira do mês.
- Mercado Municipal - aberto de terça a sábado, das 06h30 às 13h00. Encerra segundas, domingos e feriados.
- Feira Anual/Feira Histórica e Tradicional - realiza-se no fim de semana mais próximo de 24 de agosto.
- Feira do Queijo do Alentejo - realizada anualmente pela Câmara Municipal de Serpa, sempre com início na última sexta-feira de fevereiro (com duração de 3 dias: sexta, sábado e domingo).
- Festa de Nossa Senhora de Guadalupe - realiza-se na Páscoa. Tem início na sexta-feira da Paixão e termina na terça-feira seguinte, que é feriado municipal.
- Festa de S. Pedro - realiza-se a 28 e 29 de junho.

## Curiosidades
Em 1995, a cidade de Serpa acolheu, durante vários meses, uma vasta equipa técnica e artística da NBP e da RTP, tendo sido lá gravada a telenovela Roseira Brava. Teve autoria de Tozé Martinho e direção de Nicolau Breyner, sendo o elenco composto por grandes atores, como Mariana Rey Monteiro, Marques D'Arede, Virgílio Castelo, Simone de Oliveira, Canto e Castro, Manuela Maria, Márcia Breia, Manuel Cavaco, Rogério Samora, Sofia Sá da Bandeira, Luís Esparteiro, Nuno Homem de Sá, Fátima Belo e a estreante Patrícia Tavares, entre outros.

## Heráldica
|  | Brasão: Escudo azul, com um castelo de prata aberto e iluminado a negro sobre uma serpe alada de prata, realçada também a negro. Coroa mural de prata de quatro torres. Listel branco com legenda a negro: "NOTÁVEL VILA DE SERPA". |
|  | Bandeira: Esquartelada de branco e negro. Cordões e borlas de prata e negro. Haste e lança de ouro. |

## Galeria

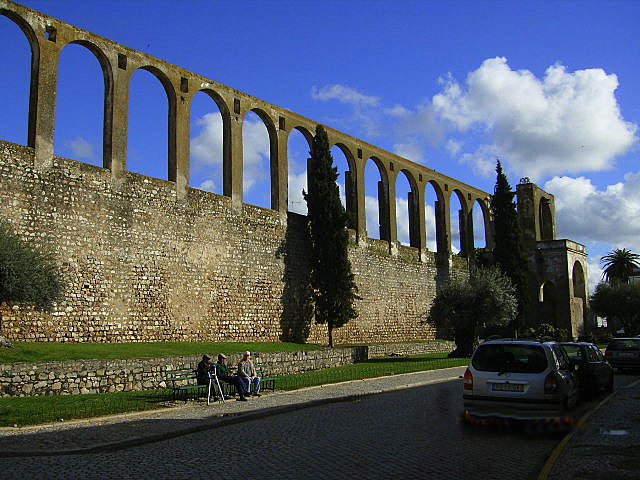
Aqueduto de Serpa
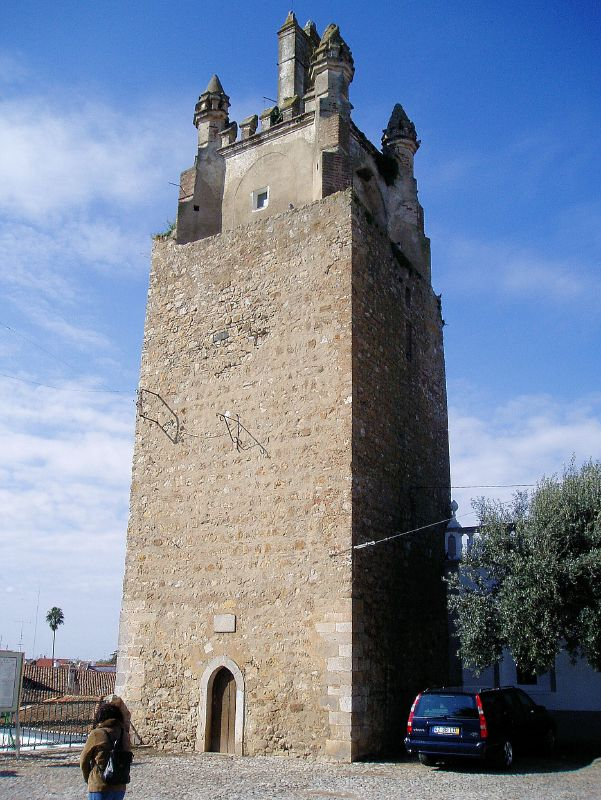
Torre do Relógio
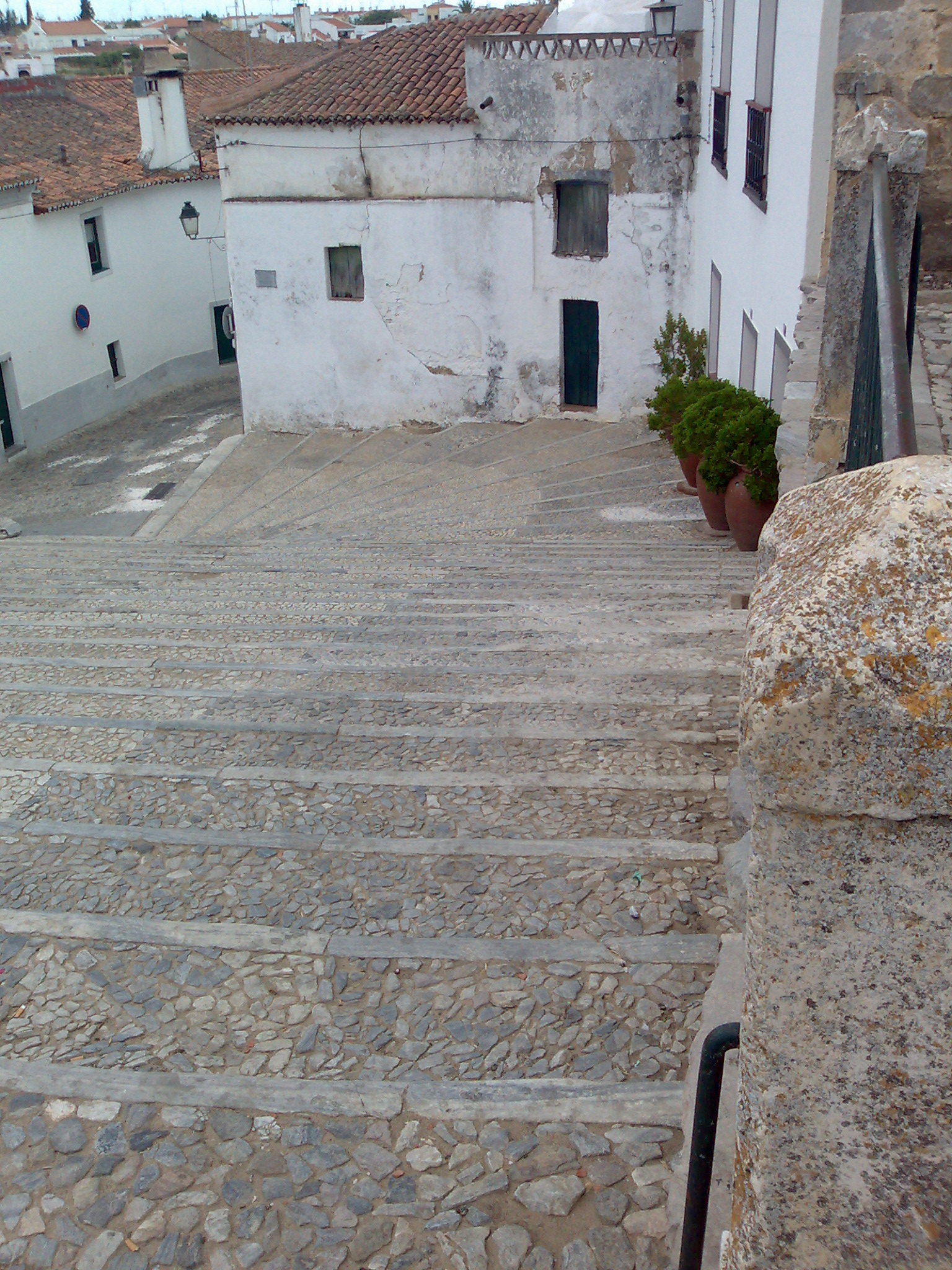
Escadas de Santa Maria
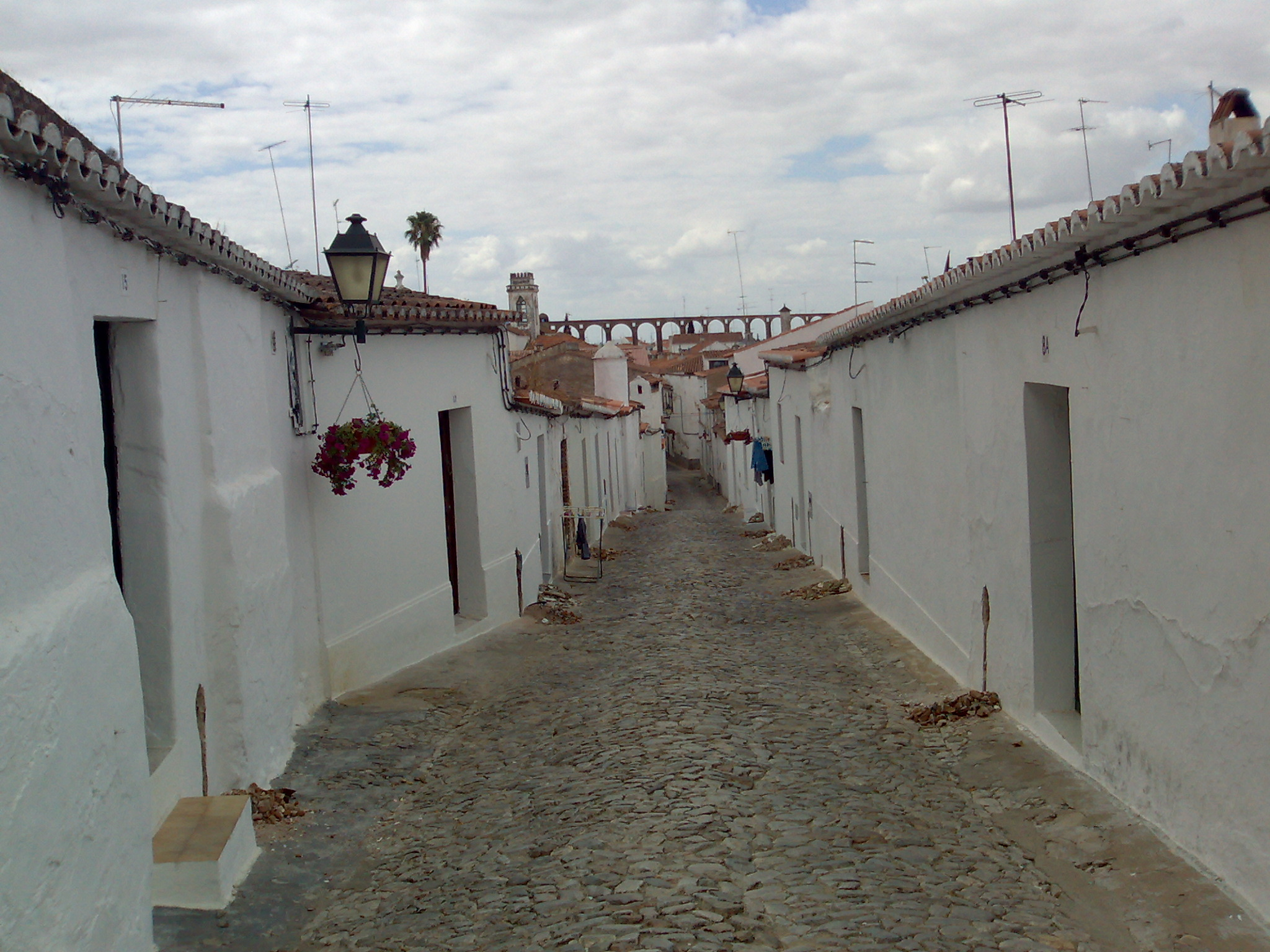
Casario com o aqueduto ao fundo
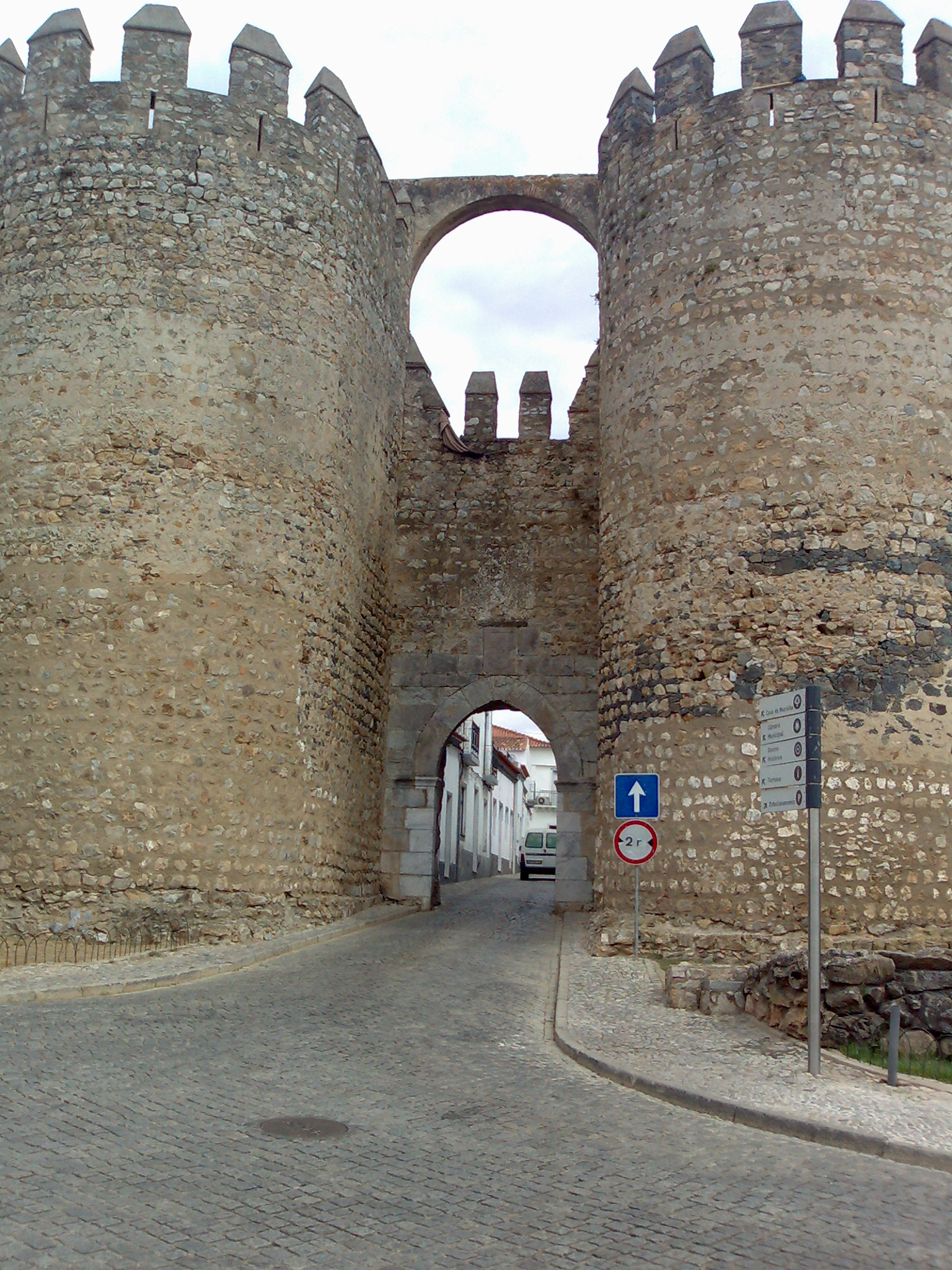
Porta de entrada nas muralhas
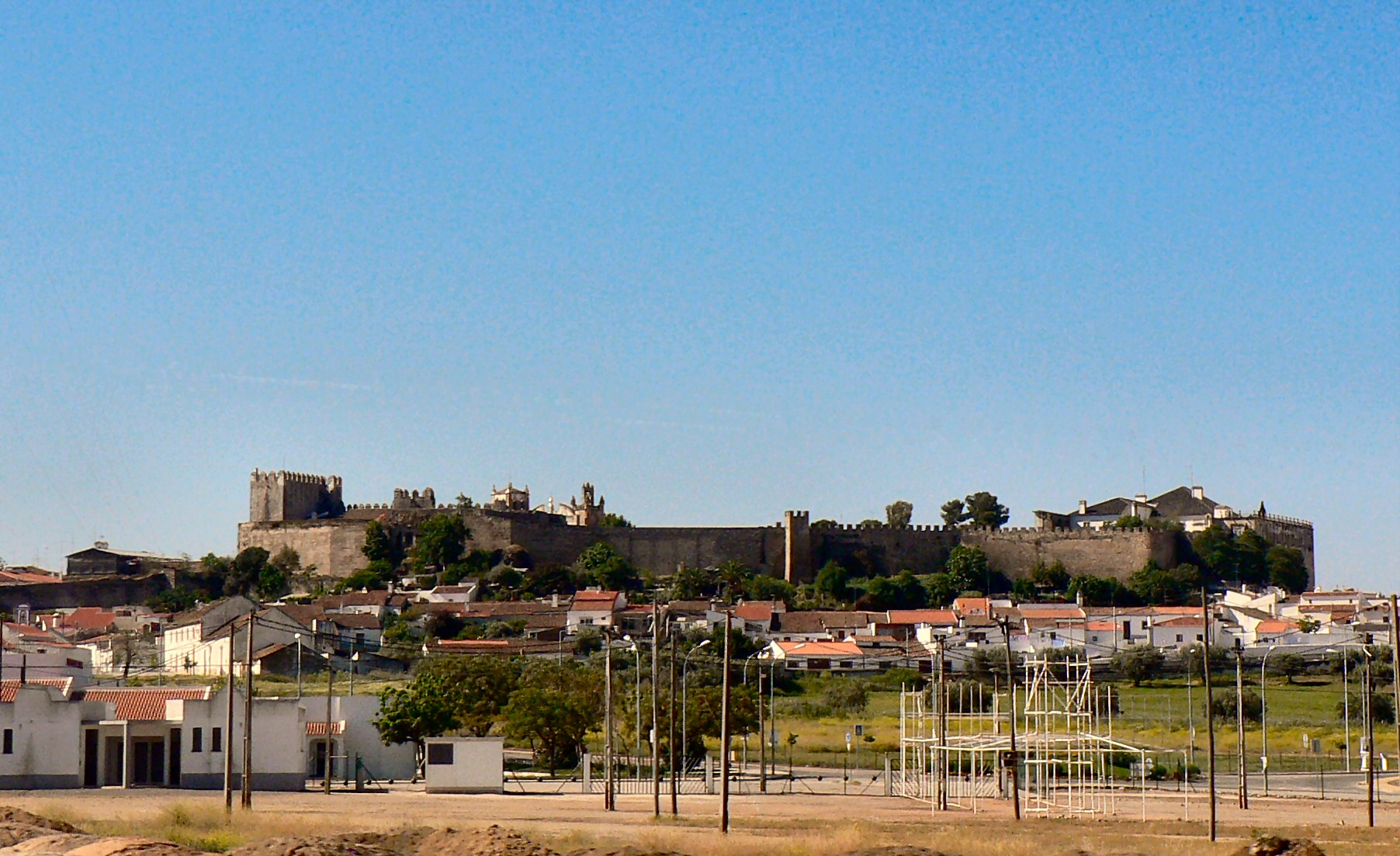
Panorâmica do castelo
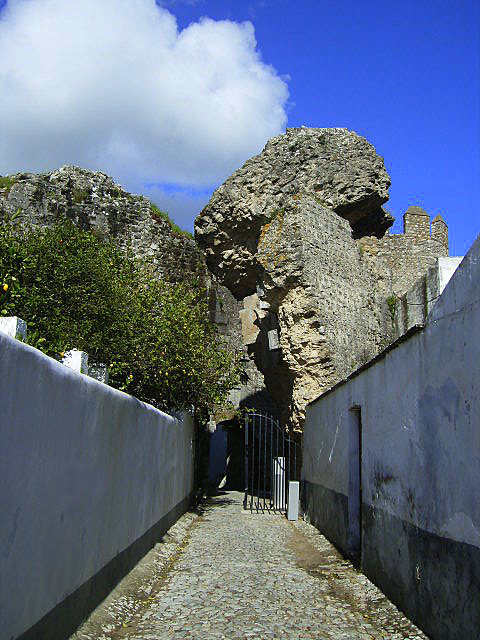
Aspeto da entrada no castelo